# VL-3 Evolution
| Typ           | Ultraleichtflugzeug         |
| Herkunftsland | Tschechische Republik       |
| Hersteller    | Aveko (2005–2011)           |
|               | JMB Aircraft (2012-)        |
| Status        | in Produktion (> 500)       |
| Varianten     | VL-3 B FG (Festfahrwerk)    |
|               | VL-3 B RG (Einziehfahrwerk) |
|               | VL-3 C1 (LSA)               |
|               | Gobosh 800 XP               |
| ICAO-Code     | VL3                         |

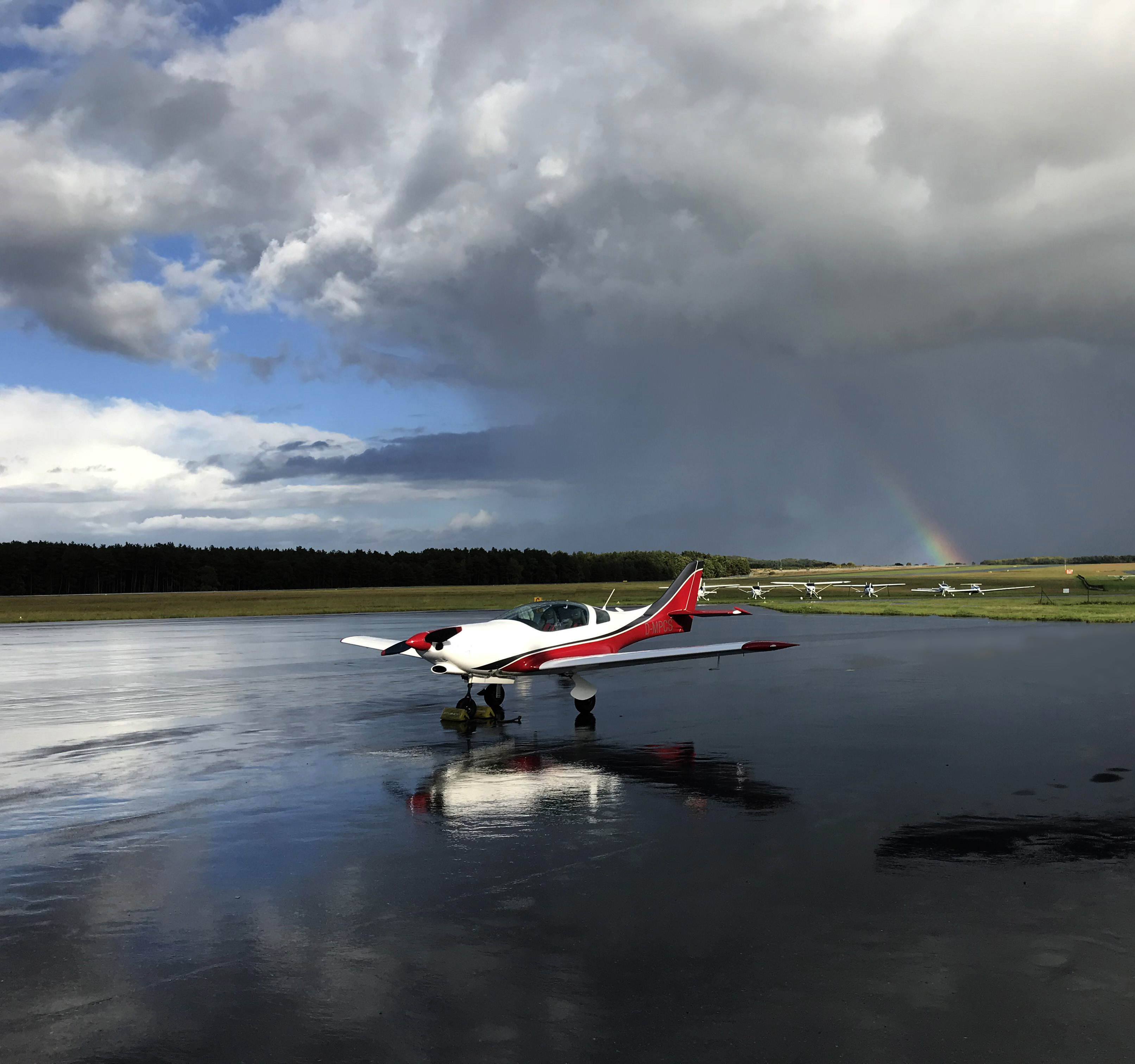
JMB Aircraft VL3

Die VL3 ist ein einmotoriges, zweisitziges, dreiachsgesteuertes Ultraleichtflugzeug in Tiefdecker-Konfiguration, dessen Zelle, Flügel und Leitwerke beinahe vollständig aus Verbundwerkstoffen (CFK) konstruiert sind. Mit einer Reisegeschwindigkeit von ca. 260 km/h (Rotax 912 ULS) – 370 km/h (Rotax 916 iS) zählt es zu den schnellsten Luftfahrzeugen seiner Art. Es ist in den Versionen mit Fest- (FG) oder Einziehfahrwerk (RG) sowie in einer modifizierten Form als LSA (C-1) in den USA erhältlich. Es wird in Choceň in der Tschechischen Republik hergestellt.

## Geschichte

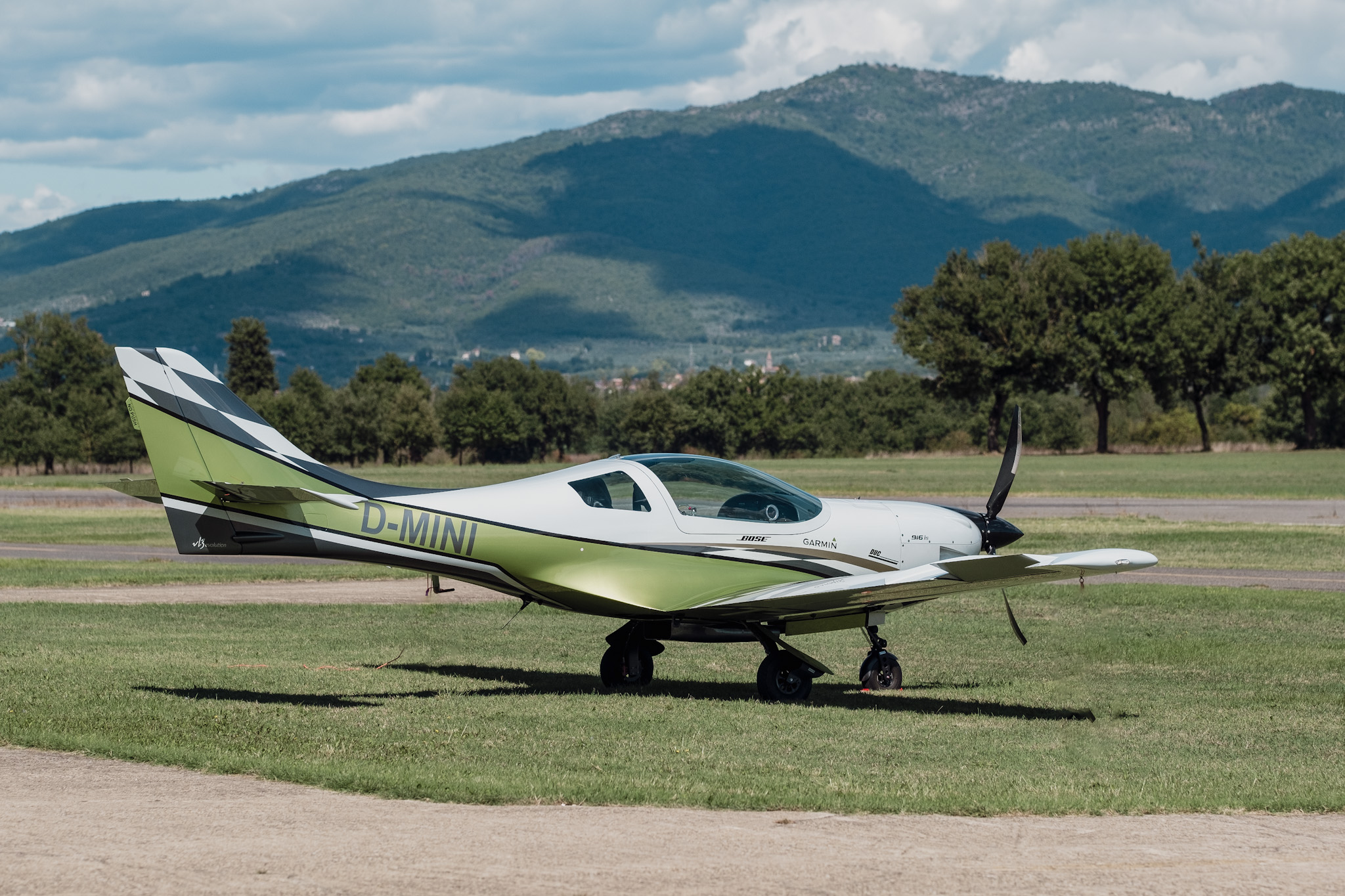
VL3 D-MINI in LIQQ

Der Entwurf der VL-3 aus den frühen 2000er-Jahren stammt von Vanessa Air, dem Designbüro der Brüder Miroslav und Petr Kabrt, das u. a. auch am Entwurf diverser Ultraleichtflugzeuge wie der Allegro 2000, der TL-96 Star und der TL-2000 Sting sowie der Lambada und Samba von Advanced Composite Aircraft maßgeblich beteiligt war. Die Produktion und der Erstflug der VL-3 erfolgte durch die tschechische Firma Aveko s.r.o., ein Unternehmen, dessen Kerngeschäftsfeld in der Entwicklung und Produktion von Synchronmotoren, Planetengetrieben und industriellen Servomotoren besteht. Bereits das erste Produktionsmodell mit der Seriennummer S/N 001 erzielte 2005 einen von der FAI anerkannten Weltrekord von 274,78 km/h über einen geraden Kurs. 2007 folgten weitere von der FAI anerkannte Weltrekorde mit 262,0 km/h über einen geschlossenen Kurs von 50 km sowie 268 km/h über einen geschlossenen Kurs von 100 km. Nach etwa 100 produzierten Maschinen und einer Serienfertigung von 2007 bis 2011 verkaufte Aveko s.r.o. die Fertigung. Nach dem Verkauf kam die Produktion zunächst faktisch zum Erliegen, bis 2012 die Firma der belgischen Brüder Jean-Marie und Jean-Baptiste Guisset die Rechte und Fertigungsanlagen der VL-3 erwarb. Die nachfolgende Restrukturierung der Vermarktung über die belgische Firma JMB Aircraft und die Verlagerung der Produktion ins tschechische Choceň führten zu einer deutlich gesteigerten Beliebtheit des Typs und steigenden Produktionszahlen. So wurden in der Zeit von 2005 bis 2012 rund hundert Flugzeuge produziert (ca. 15 Stück p. a.). Von 2012 bis 2016 waren es bereits über hundert weitere (25 Stück p. a.). Derzeit liegt die Produktionsleistung bei rund 5 Flugzeugen pro Monat.

## Konstruktion

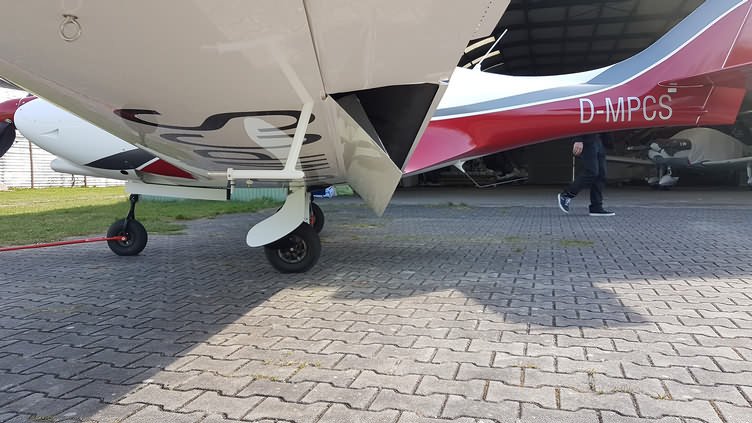
VL-3 Evolution mit voll ausgefahrenen Spreizklappen

Die Entwicklung der VL-3 erfolgte zunächst komplett als virtueller Prototyp inklusive aller mechanischen und aerodynamischen Simulationen der Zelle, Tragflächen, Ruder, Klappen und des Fahrwerks mit Hilfe der Software SolidWorks von Dassault Systems. Ihre beeindruckenden Flugleistungen verdankt die VL-3 ihrer Konstruktion als aerodynamisch „clean“ konstruierter side-by-side-Tiefdecker. Ihre relativ kurzen Tragflächen mit laminaren Profilen, leichter Pfeilung und V-Stellung (allerdings ohne Winglets) sowie die aerodynamisch flach geformte Passagierhaube und die Motorabdeckung mit aerodynamisch optimierten Belüftungsöffnungen tragen wesentlich zur Reduzierung des Luftwiderstands bei. Das elektrohydraulische Einziehfahrwerk ist als Schwinge konstruiert. In eingefahrenem Zustand werden alle dafür erforderlichen Hohlräume im Rumpf von Abdeckungen plan verschlossen. Die Vorteile dieser Konstruktion, die die VL-3 z. B. mit der Cessna 210 teilt, verbinden eine effiziente Aerodynamik mit einer Festigkeit, die auch unbefestigten Pisten gewachsen ist. Alle Kräfte des Fahrwerks werden in die Zelle eingeleitet und es entsteht keine Belastung der Tragflächen.
Ihre Vorzüge, aus der Kraft eines „normalen“ Rotax 912 ULS mit 100 PS Startleistung und einem elektrisch-verstellbaren Constant-Speed-Propeller 260 km/h Reisegeschwindigkeit bei 75 % Leistung zu erzielen, werden durch einige – mit entsprechender Einweisung beherrschbaren – Beschränkungen erkauft: So kann bei Reiseleistung schon durch geringes Sinken die zulässige Höchstgeschwindigkeit Vne überschritten werden. Ebenso sind im Langsamflug (< 150 km/h) Kurvenlagen über 30° und die damit verbundenen Lastvielfachen wenig empfehlenswert. Allerdings ist die VL-3 für die Landung mit großzügig dimensionierten Spreizklappen (15–55°) versehen, die einen – für ein Flugzeug dieser Klasse – überraschenden Anflugwinkel von über 7° bei einer Anfluggeschwindigkeit von unter 100 km/h ermöglichen.

## Einsatzbereich
Die VL-3 Evolution hat eine Reisegeschwindigkeit von bis zu ca. 370 km/h und eine Reichweite von über 2000 km mit den 140-Liter-Tanks und gilt damit als VFR-Reisemaschine. Von der Mitte Deutschlands aus sind alle Ziele in den umliegenden Ländern ohne Zwischenlandung erreichbar. Mit unmodifizierten Serienmodellen (ohne Zusatztanks, speziellen Treibstoff, aerodynamische Modifikationen etc.) und mit voller Beladung (zwei Personen mit Gepäck) haben zwei VL-3 Evolution im Juli 2016 den Atlantik in Ost-West-Richtung erfolgreich überquert. Eine erneute Atlantiküberquerung im Jahr 2023 enthielt sogar einen Nonstop-Abschnitt von Island bis Kanada.

## Zwischenfälle
Bei über 500 bis zum Jahr 2022 gebauten Exemplaren gab es bei Zwischenfällen des Musters insgesamt 26 Todesopfer und 14 Totalverluste zwischen 2008 und 2020. Wie häufig bei der Einführung eines neuen hochperformanten Flugzeugs (vgl. Cirrus, Beechcraft Bonanza) war zu Beginn die Unfallrate relativ hoch und ist in den letzten Jahren durch ständige Verbesserung am Airframe (insbesondere Stall-Verhalten) und mittlerweile verpflichtende Einweisung sowie jährliche Trainingsveranstaltungen für Piloten degressiv.
- 13. April 2008 – Eine Aveko VL-3 Sprint stürzte nahe Eschweiler aufgrund von Überziehtests in zu geringer Flughöhe (< 300 m) ab. Beim Piloten handelte es sich um den Musterbetreuer für die Verkehrszulassung. Mit einer Gesamtflugerfahrung von 111 h und lediglich 1:18 h auf dem Muster wies er eine stark unterdurchschnittliche Vertrautheit mit dem Flugzeugtyp auf. Beide Insassen starben beim Aufprall.[12]

- 29. Mai 2010 – Eine Aveko VL-3 „Flamingo“ (Luftfahrzeugkennzeichen ZU-VDW) stürzte bei einem legalen Flugrennen in Südafrika ab, vermutlich aufgrund von Ruderflattern. Beide Insassen starben beim Aufschlag. Der Unfall führte zu einer Überarbeitung des Höhenleitwerks (einteilig, statt bisher zweiteilig).[13]

- 8. Mai 2016 – Eine JMB VL-3 Evolution (D-MVLX) stürzte aufgrund von Überziehtests in zu geringer Flughöhe ab. Beide Insassen kamen ums Leben.[14]

## Technische Daten
Es gibt mehrere unterschiedliche Modelle. Exemplarisch ist das am meisten nachgefragte Modell mit Einziehfahrwerk und Rotax 916 iS gelistet.
Die Angaben finden sich  im DAeC-Kennblatt 66214 Ausgabe 8 vom: 10.08.2022.
| Spannweite                                       | 8,44 m (27,7 ft)           |
| Länge                                            | 6,24 m (20,5 ft)           |
| Höhe                                             | 2,05 m (6,7 ft)            |
| Flügelfläche                                     | 9,77 m² (105 ft²)          |
| Flügelstreckung                                  | 7,3                        |
| Überziehgeschwindigkeit                          | 83 km/h (45 kts)           |
| Max. Horizontalgeschwindigkeit                   | 370 km/h (145–200 kts) TAS |
| Reisegeschwindigkeit                             | 370 km/h (200 kts) TAS     |
| Böengeschwindigkeit                              | 280 km/h (155 kts)         |
| zulässige Höchstgeschw. Vne (Hersteller)         | 340 km/h (183 kts) IAS     |
| zulässige Höchstgeschw. Vne (deutsche Zulassung) | 340 km/h (183 kts) IAS     |
| Motorleistung                                    | 118 kW (160 PS)            |
| Steigleistung                                    | 14 m/s (2700 ft/min)       |
| Max. Flughöhe                                    | > 5400 m (> 17.700 ft)     |
| Startstrecke                                     | 98 m                       |
| Verbrauch (Mogas)                                | 14–32 l/h (3,6–8,5 gal/hr) |
| Tankvolumen                                      | 140 l (37 gal)             |
| Reichweite                                       | > 2.000 km (> 1.100 nm)    |
| Max. Abflugmasse (deutsche Zulassung)            | 600 kg (1323 lb)           |
| Gleitzahl                                        | 18,5                       |